# آموس رايت
آموس رايت هو سياسي كندي، ولد في 24 نوفمبر 1809، وتوفي في 31 مارس 1886. حزبياً، نشط في الحزب الليبرالي الكندي. وقد انتخب عضو مجلس العموم الكندي.